# Idea daldorffi
Idea daldorffi är en fjärilsart som beskrevs av Corbet 1942. Idea daldorffi ingår i släktet Idea och familjen praktfjärilar. Inga underarter finns listade i Catalogue of Life.